# Pershing Square Foundation
Pershing Square Foundation — семейный американский фонд, специализирующийся на инвестициях социального воздействия и венчурной филантропии. Основан в декабре 2006 года Биллом Экманом (генеральный директор финансовой компании Pershing Square Capital Management) и его женой Карен (ландшафтный дизайнер, архитектор и художник, член совета директоров Human Rights Watch), базируется в Нью-Йорке. Pershing Square Foundation инвестирует средства и предоставляет гранты социальным предпринимателям и некоммерческим организациям, которые внедряют инновационные социальные проекты в сфере устойчивого развития и воздействия. Фонд финансирует проекты, которые катализируют дальнейшие социальные изменения и улучшают жизнь людей в развивающихся странах или бедных сообществах США (преимущество отдаётся проектам в сфере образования, здравоохранения, экологии и энергетики, которые находятся на стадии будущего роста и требуют внешних инвестиций в дальнейшее развитие).

## Инвестиции
Pershing Square Foundation инвестировал средства и предоставил гранты следующим компаниям и организациям: Digital Divide Data, Living Goods, One Acre Fund, Root Capital, Social Finance US, Echoing Green, KickStart International, Kiva, Grameen Foundation, The Social Entrepreneurs’ Fund, Health Leads, Cold Spring Harbor Laboratory, Гарвардскому университету, Гарвардской медицинской школе и многим другим. По состоянию на весну 2014 года социальные инвестиции и гранты Pershing Square Foundation превысили 235 млн долларов, в конце 2014 года — превысили 250 млн долларов.